# هرستانة عليا
هرستانة عليا (بالإنجليزية: Horestaneh-ye Olya)‏ هي قرية تقع في قسم كناررودخانه الريفي في إيران. يقدر عدد سكانها بـ 52 نسمة بحسب إحصاء 2016.